# Deusenberg

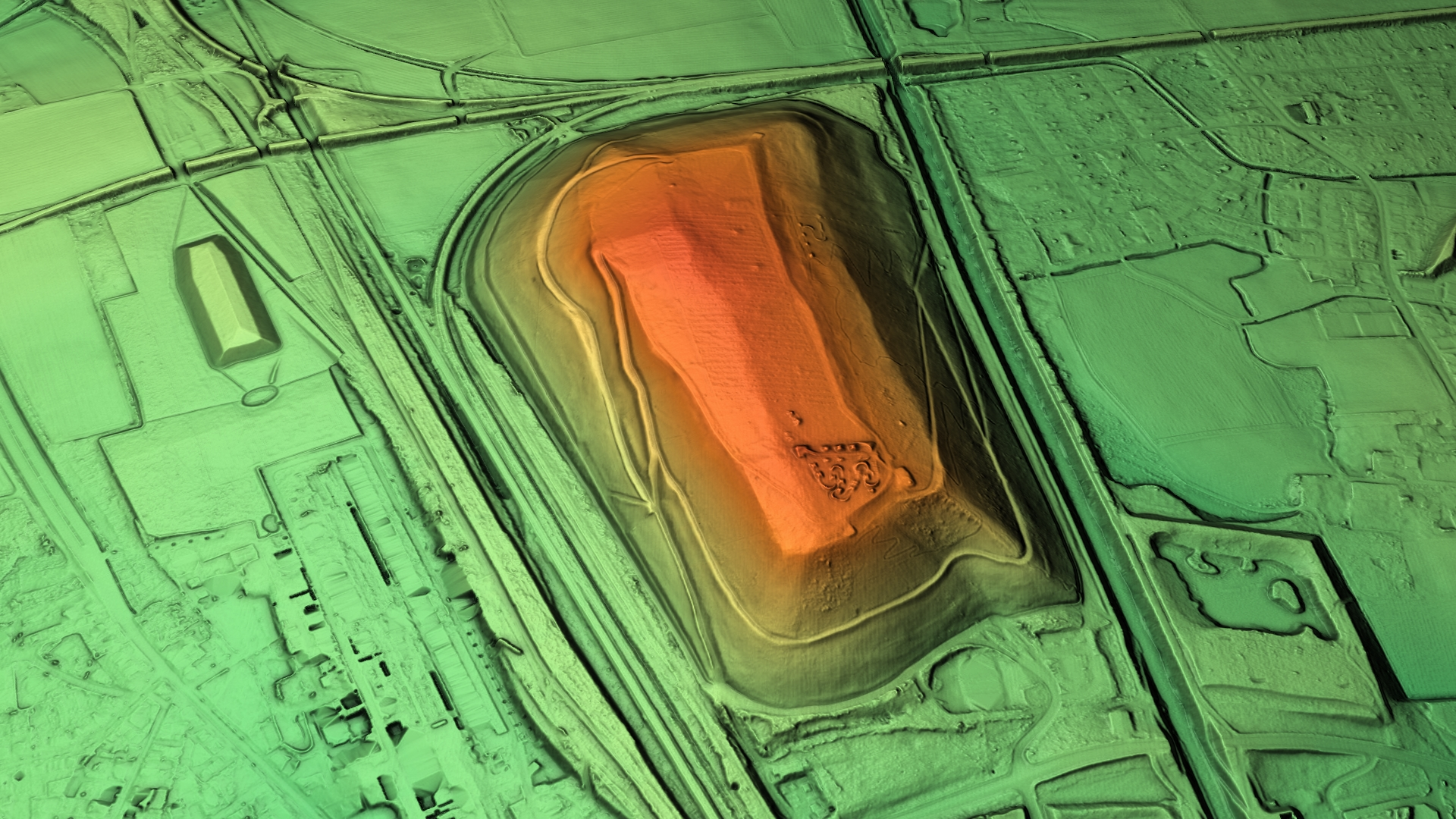
3D-Ansicht des digitalen Geländemodells

Der Deusenberg ist eine ehemalige Mülldeponie, die sich in Deusen, einem Stadtteil Dortmunds, im Ruhrgebiet in Nordrhein-Westfalen befindet. Der Betrieb der Deponie wurde am 1. Juli 1992 eingestellt.
Betreiber der Deponie war die EDG Entsorgung Dortmund GmbH.
Der Deusenberg soll zusammen mit der angrenzenden Kokerei Hansa einer der Hauptstandorte der Internationalen Gartenausstellung 2027 werden.

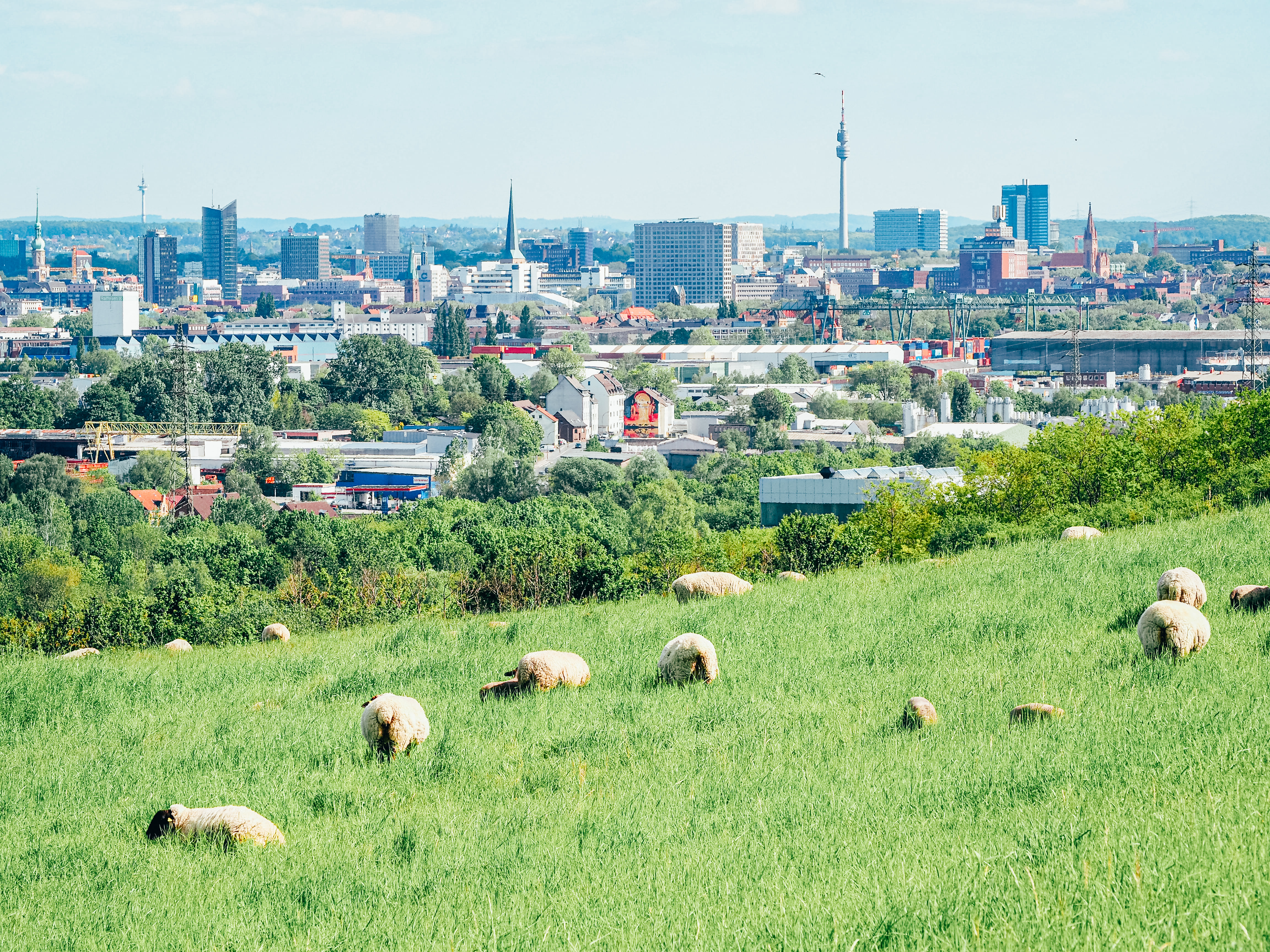
Blick vom Deusenberg auf Dortmund

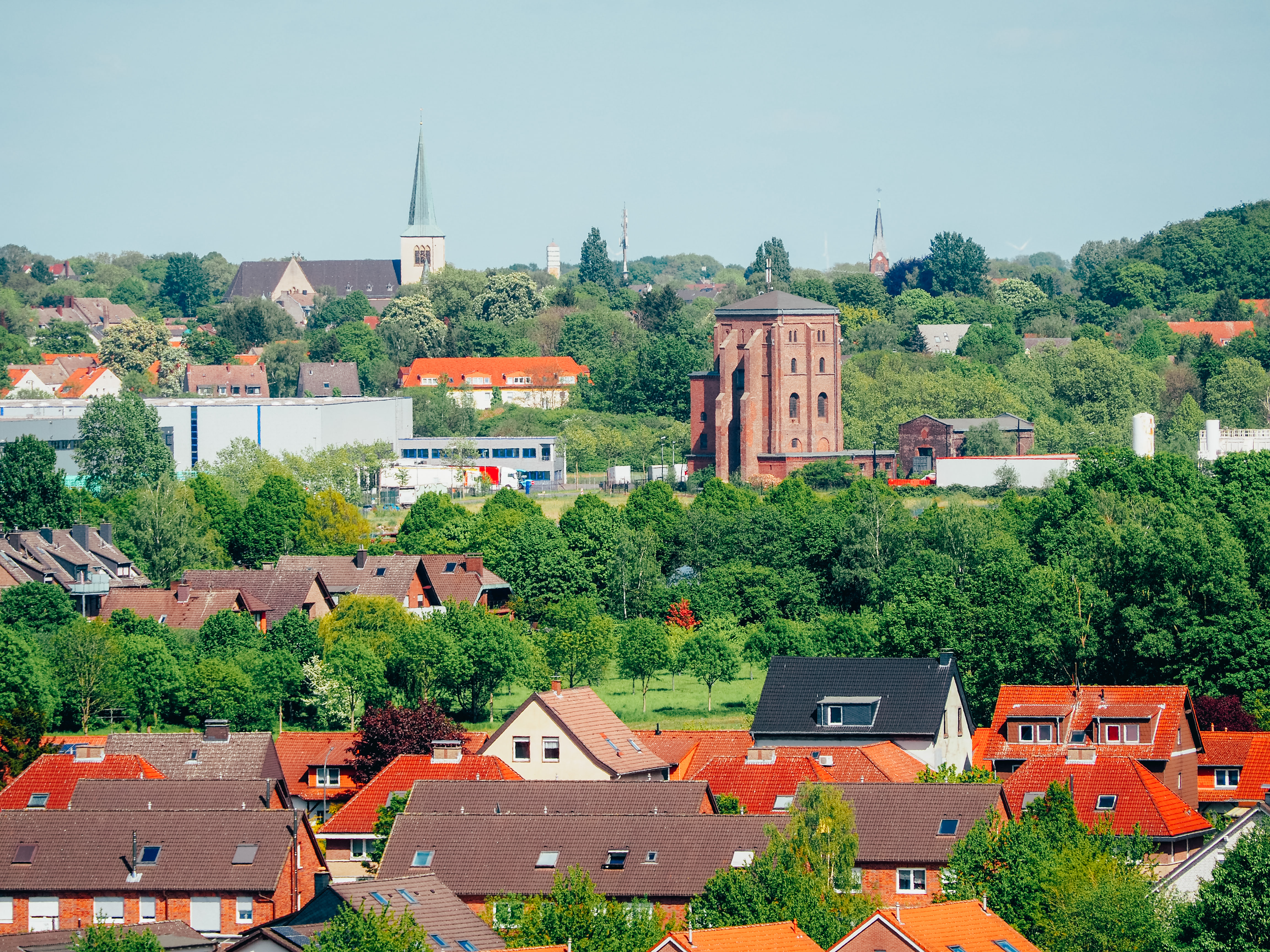
Blick auf das Dorf Deusen und Lindenhorst.

## Deusenberg
Die Altdeponie Huckarde war eine bereits seit Anfang des 20. Jahrhunderts jahrzehntelang genutzte Mülldeponie. Neben den eigentlichen Industrie- und Hausabfällen wurden dort vor allem nach dem Zweiten Weltkrieg auch große Massen von Trümmern und Schutt zerstörter Häuser gelagert. Auf einer Fläche von 44 Hektar häuften sich so bis zur Einstellung des Betriebs 1992 insgesamt ca. 11 Millionen Kubikmeter Material an, die sich rund 50 Meter über die Landschaft erheben.
Zu Beginn der Rekultivierung 1997 wurde auf einer ca. 54 Ha großen Fläche eine vier Meter dicke Isolationsschicht aufgetragen. Nach Abschluss der Landschaftsgestaltungsarbeiten wurde der Deusenberg am 20. Mai 2004 für die Öffentlichkeit freigegeben. Seitdem lässt sich der bis zu 112 m, nach manchen Quellen auch 120 m ü. NN hohe Deusenberg als Naherholungsgebiet und Aussichtsplattform nutzen. Bei guten Sichtverhältnissen hat man einen Ausblick weit über die Stadtgrenzen Dortmunds hinaus. Einige Bewohner der benachbarten Ortsteile Huckarde, Mengede, Nette und Bodelschwingh haben die Plattform entdeckt, um dort Silvester zu feiern oder die Nachtaussicht zu genießen.
Ab Ende 2016 wurde auf dem Deusenberg durch die Entegro Photovoltaik-Systeme GmbH eine Solaranlage mit einer Nennleistung von 3,56 MW errichtet, die am 8. Juni 2017 offiziell in Betrieb genommen wurde.
Der erzeugte Strom wird in das Netz des lokalen Energieversorger DSW21 eingespeist.

### EDG-Mountainbike-Arena
Neben den Aussichtspunkten wurde im südlichen und östlichen Bereich des Deusenbergs durch den Betreiber EDG eine umfangreiche Mountainbike-Arena mit Übungsparcours, mehreren Bahnen und Trails unterschiedlicher Längen und Schwierigkeitsgraden errichtet.
2010 entschied sich die EDG, die Downhill-Strecke aus Sicherheitsgründen rückzubauen.